# Maucourt (Somme)
Maucourt település Franciaországban, Somme megyében. Lakosainak száma 202 fő (2022. január 1.). Maucourt Chilly, Fouquescourt, Lihons és Méharicourt községekkel határos.

## Népesség
A település népességének változása:
| Lakosok száma | 164  | 175  | 183  | 180  | 180  | 182  | 188  | 195  | 202  |
|               | 2013 | 2015 | 2016 | 2017 | 2018 | 2019 | 2020 | 2021 | 2022 |